# Alà Baylac-Ferrer
Alà Baylac-Ferrer (El Vernet, Perpinyà, Rosselló, 1965) és ensenyant, pedagog i activista per la llengua catalana a la Catalunya del Nord. Estudià a la Universitat de Perpinyà, i del 1989 al 2005 va ser professor de català al Liceu Déodat de Severac de Ceret. Des del 2006 és professor a l'Institut Franco-Català Transfronterer de la Universitat de Perpinyà. Va ser director de l'IFCT del 2013 al 2023. Des de 2024, n'és director adjunt. És membre de l'Equip rector de la Universitat Catalana d'Estiu, va ser president de la Federació per a la Defensa de la Llengua i de la Cultura Catalanes a la Catalunya del Nord i és president de l'APLEC (Associació per a l'ensenyament del català). Representa l'APLEC al si del CALR, el Consell acadèmic de les llengües regionals de l'Acadèmia de Montpeller. El desembre 2009 va defensar la seua tesi de doctorat sobre el tema "Societat, llengua i ensenyament del català a Catalunya Nord", publicada a la revista Recerc, del Centre de Recerques en Estudis Catalans. El mateix any publicava a l'Editorial del Trabucaire de Perpinyà : "Catalunya Nord, societat i identitat. Reflexions, vivències i panorama català". Des de 2016 és membre corresponent de la Secció Filològica de l'Institut d'Estudis Catalans. Ha publicat "Le catalan en Catalogne Nord et dans les Pays Catalans. Même pas mort !", a les PUP (Presses Universitaires de Perpignan) el desembre 2016. És secretari de la FLAREP (Fédération pour les langues régionales dans l'enseignement public). També va formar part de l'equip de redacció de la revista Quaderns Tècnics, publicació pionera de la divulgació tecnològica en català. Des de l'inici de la seua creació el 2020, presideix el consell científic de l'OPLC, l'Oficina Pública de la Llengua Catalana.
Casat i pare de tres fills, va mantenir un plet amb les autoritats franceses que no li van deixar inscriure legalment el seu fill petit, Martí, amb accent a la i, el 1998 perquè aquest caràcter no existeix en l'alfabet francès i els tribunals el jutgen incompatible amb la legalitat francesa. El 2006 el cas va arribar al Tribunal Europeu de Drets Humans d'Estrasburg.